# Els herois de l'Olimp
Els Herois de l'Olimp és una saga de cinc novel·les escrites per Rick Riordan, publicada entre el 2010 i el 2014. Aquesta col·lecció és la continuació de Percy Jackson i els déus de l'Olimp i explica les aventures de set semidéus grecs i romans que competeixen amb el temps per evitar que la titànide Gea es desperti.

## Els Llibres
Els cinc llibres de la sèrie són els següents:

### L'heroi perdut
"L'heroi perdut" és el primer llibre de la sèrie i va ser publicat en català el març del 2013
En Jason té un problema: no recorda res. De cop, s'ha despertat en un autobús escolar ple de nois i noies que van d'excursió. Pel que sembla, la seva xicota es diu Piper i el seu millor amic, Leo. Però com ha arribat fins aquí, en Jason? I on és "aquí", exactament? En Jason no sap res de res, només que les coses no van bé. La Piper té un secret. El seu pare, un actor famós, fa tres dies que ha desaparegut, i ella creu que està en perill perquè el veu en somnis; bé, més aviat en un malson terrible que ella no és capaç d'entendre. Com tampoc no és capaç d'entendre per què, de cop, el seu xicot no la reconeix! Després d'una sobtada tempesta, apareixen unes criatures estranyes que s'emporten els tres amics a un lloc anomenat Campament Mestís. En Leo té una obsessió per les eines. Quan veu que la seva habitació del campament està plena d'eines elèctriques i peces mecàniques, se sent com a casa. Però és molt estrany, tot plegat; tothom parla d'un malefici i de la desaparició d'alguns campistes. I el més estrany és que la gent d'aquell lloc insisteix que cada un d'ells està relacionat amb un déu. Això pot tenir a veure amb l'amnèsia d'en Jason? O amb el fet que en Leo segueixi veient fantasmes?

### El fill de Neptú
"El fill de Neptú" és el segon llibre de la sèrie i va ser publicat en català el juny del 2013
En Percy està confús. S'ha despertat d'un llarg son i només recorda el seu nom. Encara li dura l'emboirament després que la lloba Lupa li digués que és un semidéu i l'entrenés per lluitar amb el llapis espasa que té a la butxaca. En Percy arriba a un campament per a mestissos, tot i que pel camí ha hagut de matar uns quants monstres. Però el campament no li fa recuperar la memòria. L'únic que recorda del seu passat és un altre nom: Annabeth. La Hazel hauria d'estar morta. Quan estava viva, les coses no li anaven gaire bé. Era una filla obedient, i tant, fins i tot quan la seva mare va ser posseïda per la cobdícia. Però és que aquest és el problema: quan la Veu va prendre el control de la seva mare i va ordenar a la Hazel que utilitzés el seu do amb propòsits malèvols, la noia no hi va saber dir que no. I ara, per culpa d'això, el futur del món està en perill. La Hazel voldria fugir de tot plegat i ho faria dalt del cavall que se li apareix en somnis. En Frank és molt maldestre. La seva àvia diu que és un descendent dels herois i que pot arribar a ser el que es proposi, però ell no ho veu pas. D'entrada, no sap ni qui és el seu pare. Espera que Apol·lo el cridi perquè és bo en el tir amb l'arc, tot i que no prou bo com per guanyar els jocs del campament. Se sent pocatraça i pesat com un bou, sobretot davant de la Hazel, la seva millor amiga dins el campament. Confia molt en ella, fins al punt de revelar-li el seu secret més amagat.

### La marca d'Atena
"La marca d'Atena" és el tercer llibre de la sèrie i va ser publicat en català l'octubre del 2013
L'Annabeth està espantada. Just quan està a punt de retrobar-se amb el Percy, després de passar sis mesos separats, gràcies a Hera, sembla que, sembla que el Campament Júpiter s'està preparant per a la guerra. Junt amb els seus amics Jason, Piper i Leo s'envolen en l'Argo II, un drac metàl·lic creat per en Leo. No és estrany que els semidéus romans pensin que aquell artefacte és una arma dels grecs. L'esperança de l'Annabeth és que els romans, en veure en Jason, entenguin que venen en to de pau. A l'Annabeth li preocupen altres coses, també: l'ordre que li va donar la seva mare: Segueix la marca d'Atena. Venja'm, i la profecia que diu que set semidéus seran enviats a les Portes de la Mort. Però el que més li preocupa és que en Percy pugui haver canviat.

### La casa d'Hades
"La casa d'Hades" és el quart llibre de la sèrie i va ser publicat en català el febrer del 2014
Els tripulants de l'Argo II tenen dues opcions. La primera, tornar a casa amb l'estàtua d'Atena i intentar evitar la guerra entre el Campament Mestís i el Campament Júpiter. La segona, continuar el viatge fins a la Casa d'Hades, on hauran d'intentar obrir les Portes de la Mort, rescatar els seus amics Percy i Annabeth (si encara estan vius) i evitar que els monstres s'escampin pel món real. Facin el que facin, ho hauran de fer de pressa perquè el temps s'acaba.
Les apostes estan més altes que mai en aquesta aventura que se submergeix en les profunditats del Tàrtar.

### La sang de l'Olimp
"La sang de l'Olimp" és el quart llibre de la sèrie i va ser publicat en català el febrer del 2015
Gea necessita la sang de dos semidéus per a despertar, i té previst sacrificar-los durant el banquet de Spes, a Atenes. La tripulació de l'Argo II ho ha d'evitar, i tenen la temptació d'utilitzar Atena Pàrtenos com a arma secreta. Però saben que l'estàtua és l'única cosa que pot aturar la guerra entre el Campament Mestís i el Campament Júpiter. El més assenyat, doncs, és enviar-la a Long Island i dirigir-se ells cap a Atenes. La batalla final contra els gegants hi està servida.